# Курсанов Андрій Львович
Андрі́й Льво́вич Курса́нов (рос. Андре́й Льво́вич Курса́нов; 8 листопада 1902, Москва — 20 вересня 1999, там само) — російський біохімік, дійсний член Академії наук СРСР академік ВАСГНІЛ, син Лева Івановича Курсанова.

## Біографія
Народився в Москві. У 1926 році закінчив фізико-математичний факультет Московського державного університету. У 1929 році — аспірантуру при МДУ. У 1929—1934 роках Андрій Курсанов працював у Центральному інституті цукрової промисловості в Москві, у 1929—1937 роках — у Московській сільськогосподарській академії імені К. А. Тимірязєва, у 1935—1952 — в Інституті біохімії АН СРСР. З 1935-го по 1953 рік завідував лабораторією ензимології Інституту біохімії АН СРСР. У 1940 Курсанов здобув ступінь доктора біологічних наук. 4 грудня 1946 року був обраний членом-кореспондентом Академії наук СРСР.
З 1952-го по 1988 рік керував Інститутом фізіології рослин імені Климента Тимірязєва АН СРСР. 23 жовтня 1953 року був обраний академіком АН СРСР. З 1984-го по 1988 рік очолював кафедру фізіології рослин Московського державного університету. У 1985 році став академіком ВАСГНІЛ.
Помер 20 вересня 1999 року в Москві. Похований на Новодівочому кладовищі в Москві.

## Наукові досягнення
Андрій Курсанов спільно з співробітниками Полярно-альпійського ботанічного саду та інженерами тресту «Апатит» розробив технологію виділення глюкозної патоки з лишайників.
Заснував журнал «Физиология растений».
Займався дослідженням ферментів у рослинних тканинах. Разом із Михайлом Миколайовичем Запрометовим виявив здатність чайних катехінів зміцнювати стінки кровоносних капілярів.
З'ясував етапи первинного впровадження азотних, фосфорних і калійних солей в обмін речовин поглинальних клітин коріння рослин. Розвинув вчення про рух органічних речовин у рослинах і про відкладення їх на запас. Курсанов був член низки зарубіжних академій і товариств.
Загалом Андрій Курсанов опублікував 350 наукових праць, зокрема близько десяти книжок і брошур. Мав авторське свідоцтво на винахід. Низку його праць опубліковано за кордоном.

## Праці
- Обратимое действие ферментов в живой растительной клетке / Ин-т биохимии. — М.; Л.: Изд-во АН СССР, 1940. — 232 с.
- Углеводный состав лишайников Кольского полуострова в связи с вопросом получения глюкозы на Севере. — М., 1945
- Лишайники и их практическое использование / співавт. Н. Н. Дьячков; Ин-т биохимии им. А. Н. Баха. — М.; Л.: Изд-во АН ССР, 1945. — 54 с.
- Меченые атомы в разработке научных основ питания растений. — М.: Изд-во АН СССР, 1954. — 31 с.
- Использование в СССР радиоактивных изотопов в биологии и сельском хозяйстве, 1955
- По Франции и Западной Африке. — М: Государственное издательство географической литературы, 1956. 271 с.
- Корневая система растений как орган обмена веществ, «Изв. АН СССР. Сер. биол.», 1957, № 6;
- Взаимосвязь физиологических процессов в растении, М., 1960 (Тимирязевские чтения 20);
- Транспорт в растениях органических веществ — метаболитов, «Успехи современной биологии», 1966, т. 62, № 2(5);
- Кислородный режим корней и транспорт кислорода в растении, «Сельскохозяйственная биология», 1970, т. 5, № 2 (разом із с Б. Б. Вартапетяном).
- Ломоносов и Академия наук, 1975
- Транспорт ассимиляторов в растении. — М.: Наука, 1976. — 646 с.
- Ученый и аудитория. — М.: Наука, 1982. — 272 с.
- Период поисков и обновления // Новые направления в физиологии растений. М., 1985. С. 9-16.
- Физиология растений в Московском университете: (к 125-летию кафедры) / соавт. Л. А. Фролова // Физиология растений. 1988. Т.35, № 6. С. 1238—1242.
- Институт физиологии растений им. К. А. Тимирязева Академии наук СССР (1890—1990) // Физиология растений. 1990. Т.37, № 5. С. 839—850.
- Физиология растений в системе биологических наук // Физиология растений. 1997. Т.44, № 6. С. 806—808.
- Развитие исследований природы флоэмного транспорта: активность проводящих элементов / соавт.: М. В. Туркина, О. А. Павлинова // Физиология растений. 1999. Т.46, № 5. С. 811—822.

## Нагороди і премії
- Орден Трудового Червоного Прапора (1945)[7];
- Медаль «За доблесну працю у Великій Вітчизняній війні 1941—1945 рр.» (1946);
- Орден Леніна (1953)[7];
- Орден Трудового Червоного Прапора (1963)[7];
- Орден Леніна (1966)[7];
- Герой Соціалістичної Праці (1969)[6];
- Орден Леніна (1972)[7];
- Орден Леніна (1975)[7];
- Орден Жовтневої Революції (1982)[7];
- Велика золота медаль імені М. В. Ломоносова (1983)[14];
- Почесний директор інституту фізіології рослин імені Климента Тимірязєва (з 1988)[7].